# Romsdal tingrett

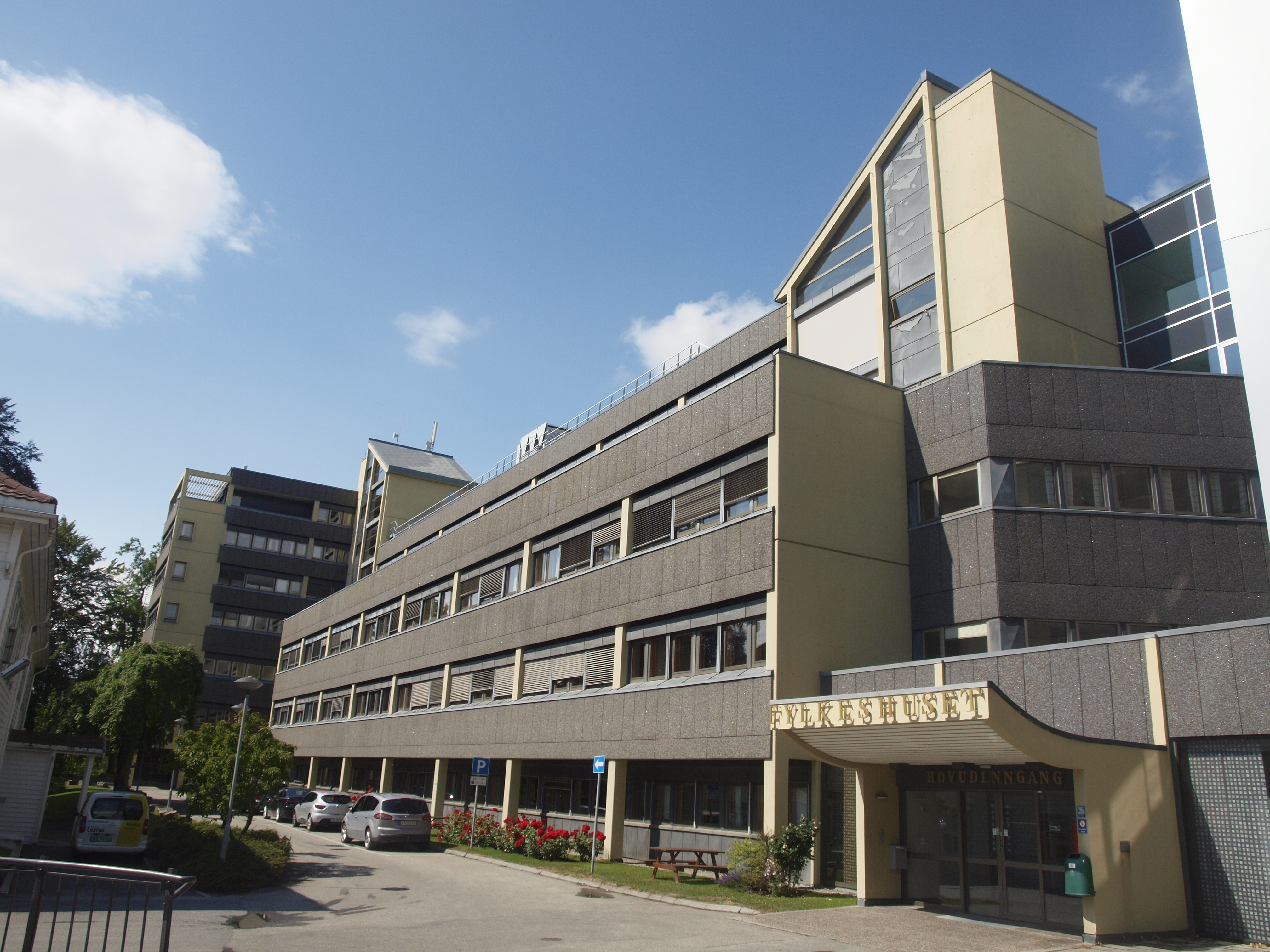
het gerecht is gevestigd in het Fylkehus

Romsdal tingrett is een tingrett (kantongerecht) in de Noorse fylke Møre og Romsdal. Het gerecht is gevestigd in Molde.  
Het gerechtsgebied omvat de gemeenten Aukra, Fræna, Molde, Rauma en Vestnes. Romsdal maakt deel uit van het ressort van Frostating lagmannsrett. In zaken waarbij beroep is ingesteld tegen een uitspraak van Romsdal zal de zitting van het lagmannsrett meestal ook worden gehouden in Molde.